# Kilogram na kubični meter
Kilográm na kubíčni méter (oznaka kg/m3 ali kg m-3) je sestavljena enota mednarodnega sistema enot, v kateri se izraža gostoto.
Ob tej enoti je v rabi tudi tisočkrat večja enota g/cm3:
1 g cm-3 = 1000 kg m-3